# Місячне сяйво (збірка)
«Мі́сячне ся́йво» (фр. Clair de lune) — збірка новел французького письменника Гі де Мопассана (1850—1893), опублікована в 1883 і доповнена в 1888 роках. Більшість з цих новел публікувалися раніше в газетах «Le Gaulois» і «Gil Blas», і Мопассан користувався псевдонімом Мофріньоз (Maufrigneuse, бальзаківський персонаж — легковажна і фривольна герцогиня з «Людської комедії»).

## Видання 1883 року
Перше паризьке видання складалося з 12 новел:
- «Місячне сяйво» (Clair de lune, 1882)
- «Державний переворот» (Un coup d'état)
- «Вовк» (Le Loup, 1882)
- «Дитина» (L'Enfant, 1882)
- «Різдвяна казка» (Conte de Noël, 1882)
- «Королева Гортензія» (La Reine Hortense, 1883)
- «Прощення» (Le Pardon, 1882)
- «Легенда про горе святого Михаїла» (La Légende du Mont-Saint-Michel, 1882)
- «Вдова» (Une veuve, 1882)
- «Мадмуазель Кокотка» (Mademoiselle Cocotte, 1883)
- «Коштовності» (Les Bijoux, 1883)
- «Бачення» (Apparition, 1883)

## Видання 1888 року
Нове видання, що вийшло в травні 1888 року доповнилося п'ятьма новелами:
- «Двері» (La Porte, 1887)
- «Батько» (Le Père, 1887)
- «Муарон» (Moiron, 1887)
- «Наші листи» (Nos lettres, 1888)
- «Ніч (кошмар)» (La Nuit, 1887)